# Ninh Cường (xã)
	Ninh Cường		là một xã thuộc tỉnh Ninh Bình, Việt Nam. Trụ sở xã nằm cách phường Hoa Lư - trung tâm tỉnh lỵ Ninh Bình 28 km về phía Đông Nam.		

## Địa lý
Xã Ninh Cường có vị trí địa lý giáp các xã Quang Hưng, Minh Thái, Hải An, Nghĩa Hưng, Nghĩa Sơn. Xã Ninh Cường có diện tích:	22,28	km², dân số: 32.887	người, mật độ dân số: 1476 người/km².
Đây là đơn vị có diện tích xếp thứ:	96	, số dân xếp thứ: 	55	và mật độ dân số xếp thứ: 	30	trong số 129 xã, phường ở Ninh Bình. 
Đây là địa phương có dự án Đường cao tốc Ninh Bình – Hải Phòng đi qua. Xã này nằm trên Quốc lộ 37B.

## Lịch sử
Vùng đất Trực Phú vào trước năm 1945 là thôn Giáp Tư. Từ năm 1946 thuộc xã Ninh Cường, huyện Trực Ninh.
Ngày 15 tháng 10 năm 1952, Ủy ban kháng chiến hành chính Liên khu III ban hành Quyết nghị số 1108-TC/QN về việc đổi tên xã Ninh Cường thành xã Trực Cường.
Tháng 10 năm 1956, xã Trực Cường được chia thành 3 xã: Trực Cường, Trực Phú và Trực Thái.
Ngày 26 tháng 3 năm 1968, huyện Trực Ninh sáp nhập với huyện Nam Trực thành huyện Nam Ninh, riêng 7 xã phía nam sông Ninh Cơ của huyện Trực Ninh cũ (trong đó có xã Trực Phú) chuyển sang trực thuộc huyện Hải Hậu.
Ngày 26 tháng 2 năm 1997, huyện Trực Ninh được tái lập, xã Trực Phú trở lại thuộc huyện Trực Ninh.
Ngày 10 tháng 11 năm 2008, UBND tỉnh Nam Định ban hành Quyết định số 2323/QĐ-UBND về việc công nhận đô thị Ninh Cường là đô thị loại V.
Ngày 13 tháng 12 năm 2017, Ủy ban Thường vụ Quốc hội ban hành Nghị quyết 460/NQ-UBTVQH14. Theo đó, thành lập thị trấn Ninh Cường trên cơ sở toàn bộ 7,41 km² diện tích tự nhiên và 10.244 người của xã Trực Phú.
Theo Nghị quyết số 1674/NQ-UBTVQH15 ngày 16/6/2025 về sắp xếp các đơn vị hành chính cấp xã của tỉnh Ninh Bình năm 2025, sắp xếp thị trấn Ninh Cường, xã Trực Cường và xã Trực Hùng thành xã mới có tên gọi là xã Ninh Cường. 	